# Dancing Stars (Bułgaria)
Dancing Stars – bułgarska adaptacja formatu Dancing with the Stars, opartego na brytyjskim programie Strictly Come Dancing. Pierwszy sezon rozpoczął się 22 września 2008 roku i został wyemitowany w BTV. Pierwsza edycja została wyprodukowana przez Old School Productions i okazała się ogromnym sukcesem osiągając średnią widowni 40%, Big Brothera 4.

## 1 edycja

### Jury
- Władimir Bożiłow
- Galena Welikowa
- Neszka Robewa

### Uczestnicy
- Anja Penczewa
- Niki Kynczew
- Alisija
- Galena
- Bożidar Iskrenow
- Kałki
- Wijoleta Markowska
- Neti
- Andrej Bataszow
- Georgi Mamalew
- Ilana Rajewa
- Georgi Kostadinow
- Orlin
- Elena Jonczewa

## 2 edycja

### Jury
- Marija Gigowa
- Ilana Rajewa
- Pambus Agapju
- Wera Marinowa

### Uczestnicy
| Gwiazda             | Tancerz           |
| ------------------- | ----------------- |
| Grafa               | Julija Andonowa   |
| Aksinija            | Stojan Stojanow   |
| Krum Sawow          | Marija Agapju     |
| Etijen Lewi         | Iwa Grigorowa     |
| Miodryg Iwanow      | Pawlina Wyłczewa  |
| Todor Kirkow        | Petja Dimitrowa   |
| Krasi Rjadkow       | Elena Ilijewa     |
| Stanisława Ganczewa | Georgi Michow     |
| Bijanka Panowa      | Swetosław Wasilew |
| Madlen Ałgafari     | Aleksander Waczew |
| Weneta Charizanowa  | Ilijan Czakurow   |
| Kristina Dimitrowa  | Nikołaj Manołow   |